# Drohobych
Drohobych (em ucraniano:  Дрого́бич; em russo:  Дрогобыч; em polonês/polaco:  Drohobycz; em iídiche:  דראָהאָביטש) é uma cidade da Ucrânia, situada no oblast de  Leópolis. Sua população em 2019 foi estimada em 76.044 habitantes.